# Уральский военный округ

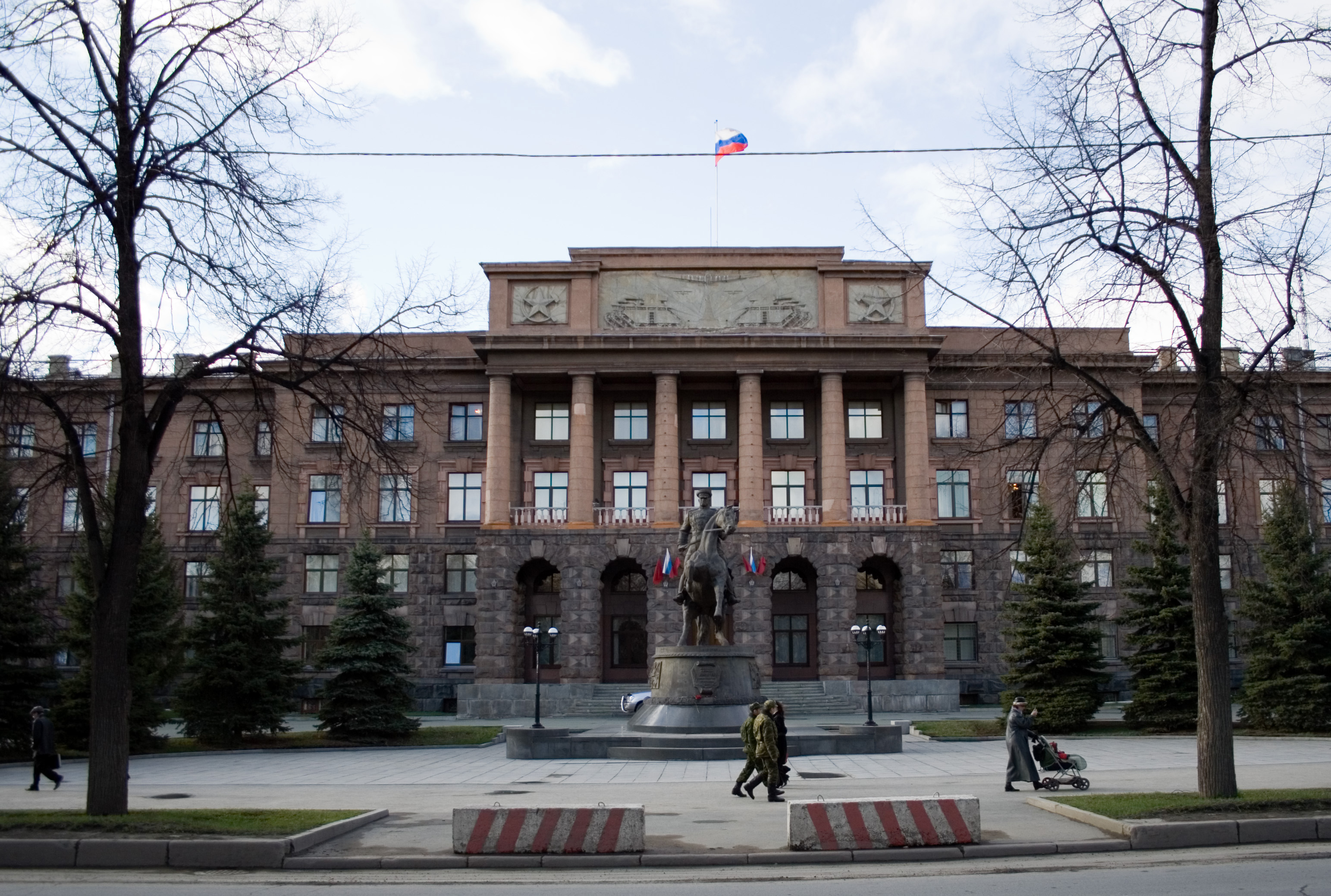
Здание штаба Уральского военного округа (УрВО) в городе Екатеринбург.

Краснознамённый Ура́льский вое́нный о́круг (УрВО) — оперативно-стратегическое территориальное объединение Вооружённых Сил СССР и Российской Федерации, существовавшее в 1918—1922, 1935—1989 и 1992—2001 годах.
Управление округа находилось в Свердловске (Екатеринбурге). С 1919 по 1922 года именовался Приуральским военным округом.

## История
Уральский военный округ был образован 4 мая 1918 года на территории, включавшей Пермскую, Уфимскую, Оренбургскую, Вятскую и Казанскую (до июля 1918) губернии. Штаб (окружной военный комиссариат) находился в Екатеринбурге.
С лета 1918 года на территории всего округа велись боевые действия гражданской войны. Большая часть территории округа была занята белыми войсками, под контролем красных оставались Вятская губерния и часть Пермской губернии. Управление округом было эвакуировано в Пермь, затем в Вятку и оттуда в Пензу. Сам округ с начала 1919 года подчинялся командующему 3-й армией, с апреля по ноябрь 1919 — командующему Восточным фронтом. После изгнания армий А. В. Колчака с территории округа в октябре 1919 года штаб вернулся в Екатеринбург. В октябре-ноябре 1919 года в состав округа временно входили Омская, Тобольская и Челябинская губернии. В апреле 1920 году в округ передана Тюменская губерния (в мае её передали в Западно-Сибирский ВО, в феврале 1921 вернули в Приуральский ВО), в марте 1921 — Башкирская АССР, в мае 1921 — Северо-Двинская губерния.
3 октября 1919 года округ был переименован в Приуральский, а в 1922 году расформирован. Территория вошла в состав, а войска переданы Западно-Сибирскому, Приволжскому, Московскому и Петроградскому военным округам.
17 мая 1935 года был вновь создан Уральский военный округ в составе Кировского края, Свердловской и Челябинской областей, Башкирской и Удмуртской АССР. Штаб и управления округа располагались в Свердловске. К 1941 году в состав территории округа входили Свердловская, Молотовская, Челябинская, Кустанайская области и западная часть Омской области.
Особое место в истории Уральского военного округа занимает Великая Отечественная война.
В июне 1941 года на базе Уральского военного округа была сформирована 22-я армия и затем передислоцирована в Западный особый военный округ, с началом войны ставший Западным фронтом. Командующим 22-й армии был назначен руководивший в предвоенные годы войсками УрВО генерал-лейтенант Ф. А. Ершаков.
Уже 26 июня 1941 года отдельные части 22-й армии вступили в оборонительные бои в Белоруссии. 7 июля армия вступила в соприкосновение с немецко-фашистскими войсками по всей полосе обороны.
Затем до конца августа 1941 года части армии упорно удерживали рубежи обороны в районе города Великие Луки, сковывая крупные силы противника и давая возможность развернуть стратегические резервы на подступах к Москве.
В годы войны на территории округа дислоцировалось свыше ста военно-учебных заведений, подготовивших для фронта значительную часть командных кадров действующей армии.
Здесь были сформированы, обучены и отправлены на фронт более 1,5 тысяч объединений, соединений и частей.
В предвоенные годы в округе был сформирован ряд дивизий, проявивших себя в боях с немецко-фашистскими войсками.
В начале ноября 1939 года закончилось формирование со штабом в Перми 112-й стрелковой дивизии.
В июне 1941 года дивизия вошла в состав образованной 22-й армии. И в середине июня 1941 года 22-ю армию, в том числе и 112-ю стрелковую дивизию, начали передислоцировать в Западный особый военный округ.
С началом войны 112-я стрелковая дивизия заняла оборону по правому берегу реки Западная Двина от Краславы (Латвия) до Дриссы (Белоруссия).
Дивизия вступила в бой с немецкими войсками 26 июня 1941 года. Город Краслава трижды переходил из рук в руки. О накале боёв говорит тот факт, что в этих боях бойцами дивизии был уничтожен первый с начала войны немецкий генерал на всём советско-германском фронте.
Затем были оборонительные бои на севере Белоруссии, в районе Полоцкого УРа и у Невеля.
Под Невелем дивизия попала в полное окружение, из которого выйти удалось менее 1/3 личного состава.
112-я стрелковая дивизия, занимая полосу обороны на правом фланге Западного фронта, более трёх недель сдерживала натиск превосходящих сил противника.
В 1940 году была создана 153-я стрелковая дивизия — впоследствии одна из первых гвардейских дивизий страны. В с бой с немецко-фашистскими захватчиками вступила 5 июля 1941 года в районе города Витебск. Прикрывая город с запада, 7 дней удерживала фронт на участке шириной 40 км. Немцы 39-го моторизованного корпуса неоднократно предлагали личному составу дивизии и лично командиру полковнику Н. А. Гагену, как этническому немцу, сдаться в плен. Однако дивизия удержала занятый рубеж, и отступила лишь когда прорвав оборону соседних частей справа и слева, противник крупными силами пехоты и танков обошел её с флангов, а в дивизии кончились боеприпасы и оружие. Из окружения дивизия вышла 5 августа 1941 года.

Участвовала в Ельнинской операции (30 августа — 6 сентября 1941). За боевые подвиги, организованность, дисциплину и примерный порядок 18 сентября 1941 года 153-я стрелковая дивизия была преобразована в 3-ю гвардейскую стрелковую дивизию. Впоследствии участвовала в обороне Ленинграда, Синявинской операции, Сталинградской битве, Донбасской стратегической наступательной операции (за взятие н. п. Волноваха удостоена почётного наименования «Волновахская»), Мелитопольской и Крымской стратегических операциях, освобождении Севастополя, Шауляйской и Мамельской наступательных и Восточно-Прусской стратегической операциях. Награждена орденами Красного Знамени, Суворова.
В 1943 году на территории округа был сформирован 30-й Уральский добровольческий танковый корпус в составе трёх танковых бригад. В состав корпуса вошли также 30-я мотострелковая бригада и ряд отдельных частей и подразделений. Впоследствии корпус за отличия в боях был переименован в 10-й гвардейский Уральско-Львовский добровольческий танковый корпус.
В апреле 1945 года два уральских соединения — 150-я (командир — генерал-майор В. М. Шатилов) и 171-я (командир — полковник А. И. Негода) стрелковые дивизии — первыми прорвались к рейхстагу. Знамя Победы над куполом рейхстага водрузили разведчики 756-го полка 150-й стрелковой дивизии сержанты М. А. Егоров и М. В. Кантария.
Почти все уральские соединения и части, направленные в действующую армию в годы Великой Отечественной войны, были отмечены знаками отличия почётными званиями, почётными наименованиями и награждены орденами.
В послевоенные годы структура округа неоднократно менялась. В 1945 году наряду с Привожским и Уральским в регионе был создан ещё и Казанский военный округ в составе Татарской, Удмуртской, Марийской и Чувашской АССР, но в 1946 году он был расформирован.
1 мая 1960 года 4-я армия ПВО УрВО сбила в небе над Свердловском американский шпионский самолёт У-2 (Локхид) под управлением Ф. Г. Пауэрса.
15 января 1974 года указом Президиума Верховного Совета СССР за большой вклад в дело укрепления оборонной мощи страны и её вооруженной защиты Уральский военный округ был награждён орденом Красного Знамени.
К 1983 году Уральский военный округ включал территории Свердловской, Пермской, Челябинской, Курганской, Кировской областей, Коми и Удмуртской АССР. Штаб округа — в Свердловске. В 1989 году УрВО был объединён с Приволжским военным округом в Приволжско-Уральский военный округ.
В 1992 году вновь образован Уральский военный округ, включивший в себя Свердловскую, Челябинскую, Курганскую, а также Тюменскую области, Ханты-Мансийский и Ямало-Ненецкий автономные округа, изъятые из состава Сибирского военного округа.
В 2001 году в ходе военной реформы УрВО вновь объединён с Приволжским военным округом в Приволжско-Уральский военный округ.

## Состав УрВО на 1988 год
В конце 1980-х годов в состав УрВО входили следующие соединения и части:
- Управление командующего, штаб (г. Свердловск)
- 34-я мотострелковая Симферопольская Краснознамённая, ордена Суворова дивизия имени С. Орджоникидзе (Свердловск)
- 65-я мотострелковая дивизия кадра[α]  (Пермь)
- 163-я мотострелковая дивизия кадра (г. Белебей)
- 165-я мотострелковая дивизия кадра (п. Порошино)
- 166-я мотострелковая дивизия кадра[β]  (д. Алкино)
- 248-я мотострелковая дивизия кадра[γ]  (г. Сарапул)
- 257-я запасная мотострелковая дивизия кадра (г. Чебаркуль)
- 260-я запасная мотострелковая дивизия кадра[δ]  (г. Шадринск)
- 240-я дивизия охраны тыла кадра (г. Свердловск)
- 59-я запасная танковая дивизия кадра (г. Чебаркуль)
- 61-я запасная танковая дивизия кадра (г. Свердловск)
- 63-я запасная танковая дивизия кадра (г. Верхняя Пышма)
- 82-я запасная танковая дивизия кадра (п. Еланский)
- 300-я зенитная ракетная бригада (г. Челябинск)
- 239-я пушечная артиллерийская бригада (г. Чебаркуль)
- 124-я бригада материального обеспечения (г. Магнитогорск)
- 4-я бригада химической защиты (г. Златоуст)
- 14-я бригада химической защиты (г. Ревда)
- 29-я бригада химической защиты (г. Свердловск)
- 71-я инженерно-сапёрная бригада (г. Уфа)
- 116-я инженерная бригада (г. Свердловск)
- 129-я дорожно-комендантская бригада (г. Уфа)
- 124-я бригада материального обеспечения (г. Магнитогорск)
- 141-й отдельный Сивашский Краснознамённый полк связи (г. Свердловск)
- 189-й отдельный полк связи тыла (г. Свердловск)
- 180-я отдельная смешанная авиационная эскадрилья (г. Свердловск)
- 371-й отдельный батальон охраны и обеспечения штаба (г. Свердловск)
- 1105-й отдельный батальон РЭБ (г. Челябинск)
- 414-й отдельный ремонтно-восстановительный батальон автотехники (Гагарский)
- 424-й отдельный понтонно-мостовой батальон (г. Красноуфимск)
- 425-й отдельный инженерно-сапёрный батальон (г. Алапаевск)
- 822-я отдельная рота спецназа ГРУ (г. Свердловск)
- 15-я отдельная автомобильная рота многоосных тяжёлых колёсных тягачей (Гагарский)
- 73-й узел связи (г. Свердловск)
- 6499-я ремонтно-восстановительная база (г. Чебаркуль)
- 473-й окружной учебный Лисичанский Краснознамённый центр[ε]  (Камышлов)
- 471-й окружной учебный Сивашский Краснознамённый, ордена Суворова центр[ζ]  (Чебаркуль)

### ВВС и ПВО
Своих ВВС округ не имел. На территории округа базировались части 4-й Краснознамённой армии ПВО со штабом в г. Свердловск.
- 19-й корпус ПВО (г. Челябинск);
- 20-й корпус ПВО (г. Свердловск).

### РВСН
На территории округа базировалась 31-я ракетная армия:
- 8-я ракетная Мелитопольская Краснознамённая дивизия;
- 42-я ракетная дивизия;
- 52-я ракетная Тарнопольско-Берлинская, Краснознаменная, ордена Богдана Хмельницкого дивизия;
- 59-я ракетная дивизия.

## Состав войск округа в 1990-е гг
Основу войск вновь образованного в 1992 г. Уральского военного округа составили следующие соединения и части:
- 15-я гвардейская танковая Мозырская Краснознамённая, ордена Суворова дивизия (вывод дивизии из ЦГВ окончательно завершен в 1991 году в г. Чебаркуль, после чего некоторые части дивизии вошли в состав 34-й дивизии, оставшаяся часть преобразована в БХВТ);
- 34-я мотострелковая Симферопольская Краснознамённая, ордена Суворова дивизия имени С. Орджоникидзе (г. Екатеринбург);
- 471-й окружной учебный Сивашский Краснознамённый, ордена Суворова центр (г. Чебаркуль) — расформирован в начале 1990-х гг.;
- 473-й окружной учебный Лисичанский Краснознамённый центр (г. Камышлов Свердловской области);
- 12-я отдельная бригада специального назначения (г. Асбест-5);
- 29-я отдельная бригада радиационной, химической и биологической защиты (г. Екатеринбург);
- 119-я ракетная бригада (пгт Еланский)
- отдельный полк связи (Калиновка);
- отдельная инженерно-сапёрная бригада (г. Алапаевск);
- база резерва танков (г. Верхняя Пышма);
- инженерный склад (п. Лосиный Свердловской обл.);
- учебный центр войск связи (Верхняя Пышма);
- база хранения техники связи (Пирловка, под Нижним Тагилом).

На конец 1995 г. на территории УрВО имелось 1200 танков, 1200 боевых бронированных машин, 750 орудий и минометов

## Командование войсками округа

### Командующие войсками округа
- май 1918 — январь 1919 — Голощёкин, Филипп Исаевич (окрвоенком[η] ),
- январь — октябрь 1919 — Анучин, Сергей Андреевич (окрвоенком),
- октябрь 1919 — июль 1920 — Семашко, Адам Яковлевич (окрвоенком),
- июль — август 1920 — Дукат, Юлий Иванович (окрвоенком, временно исполняющий должность командующего войсками округа),
- август 1920 — июль 1922 — Мрачковский, Сергей Витальевич,
- май 1935 — март 1937 — комкор Гарькавый, Илья Иванович,
- март — май 1937 — комкор Горбачёв, Борис Сергеевич,
- май — август 1937 — комкор Гайлит, Ян Петрович,
- 13 августа 1937 — июль 1938 — комкор Софронов, Георгий Павлович,
- 15 июля 1938 — 22 июня 1941 — комкор, с июня 1940 генерал-лейтенант Ершаков, Филипп Афанасьевич,
- июнь — ноябрь 1941 — полковник Жернаков, Илья Александрович (врио),
- ноябрь 1941 — февраль 1945 — генерал-майор, с октября 1943 генерал-лейтенант Катков, Александр Васильевич,
- февраль 1945 — 11 февраля 1948 — генерал-полковник Кузнецов, Фёдор Исидорович,
- февраль 1948 — март 1953 — Маршал Советского Союза     Жуков, Георгий Константинович,
- май 1953 — январь 1956 — генерал-полковник, с августа 1955 генерал армии  Казаков, Михаил Ильич,
- январь 1956 — ноябрь 1957 — генерал армии   Крылов, Николай Иванович,
- январь 1958 — июнь 1960 — генерал-полковник, с мая 1959 генерал армии   Лелюшенко, Дмитрий Данилович,
- июнь 1960 — июль 1961 — генерал-полковник  Крейзер, Яков Григорьевич,
- июль 1961 — сентябрь 1965 — генерал-полковник Тутаринов, Иван Васильевич,
- октябрь 1965 — апрель 1970 — генерал-лейтенант танковых войск, с мая 1966 генерал-полковник Егоровский, Александр Александрович,
- май 1970 — май 1980 — генерал-полковник Сильченко, Николай Кузьмич,
- май 1980 — декабрь 1983 — генерал-лейтенант, с мая 1980 генерал-полковник Тягунов, Михаил Александрович,
- декабрь 1983 — ноябрь 1984 — генерал-полковник Гашков, Иван Андреевич,
- ноябрь 1984 — июль 1987 — генерал-лейтенант танковых войск, с февраля 1985 генерал-полковник Грачёв, Николай Фёдорович,
- июль 1987 — январь 1989 — генерал-лейтенант, с февраля 1988 генерал-полковник Мадудов, Николай Григорьевич,
- январь 1989 — сентябрь 1991 — генерал-лейтенант, с мая 1989 генерал-полковник Макашов, Альберт Михайлович,
- 16 июля 1992 — декабрь 1999 — генерал-полковник Греков, Юрий Павлович,
- декабрь 1999 — 22 января 2000 — генерал-полковник Тихомиров, Вячеслав Валентинович,
- 24 марта 2000 — 19 июля 2001 — генерал-полковник Баранов, Александр Иванович.

### Члены Военного совета
- май 1935 — июль 1937 — дивизионный комиссар, с января 1937 корпусной комиссар Зиновьев, Григорий Алексеевич,
- июль 1937 — декабрь 1937 — дивизионный комиссар Тарутинский Александр Васильевич,
- декабрь 1937 — февраль 1939 — дивизионный комиссар Николаев, Тимофей Леонтьевич,
- февраль 1939 — июнь 1941 — дивизионный комиссар, с апреля 1940 корпусный комиссар Леонов, Дмитрий Сергеевич,
- июнь 1941 — октябрь 1941 — дивизионный комиссар Катков, Анатолий Михайлович,
- октябрь 1941 — декабрь 1942 — дивизионный комиссар, с декабря 1942 генерал-майор Гапанович, Дмитрий Афанасьевич,
- декабрь 1942 — июль 1945 — генерал-майор Абрамов, Николай Васильевич,
- июль 1945 — май 1947 — генерал-майор Фоминых, Александр Яковлевич,
- май 1947 — июль 1950 — генерал-лейтенант Гапанович, Дмитрий Афанасьевич,
- июль 1950 — октябрь 1951 — генерал-лейтенант Истомин, Николай Александрович,
- ноябрь 1951 — май 1954 — генерал-лейтенант Начинкин, Николай Александрович,
- май 1954 — сентябрь 1957 — генерал-лейтенант Шманенко, Василий Кузьмич,
- сентябрь 1957 — август 1961 — генерал-лейтенант  Бойко, Василий Романович,
- август 1961 — май 1963 — генерал-майор, с февраля 1963 генерал-лейтенант Горбатенко, Алексей Михайлович,
- июль 1963 — январь 1971 — генерал-майор, с июня 1965 генерал-лейтенант Вашура, Пётр Владимирович,
- январь 1971 — июнь 1975 — генерал-майор, с декабря 1971 генерал-лейтенант Морозов, Михаил Тихонович,
- июнь 1975 — август 1980 — генерал-майор, с декабря 1978 генерал-лейтенант Самойленко, Виктор Григорьевич,
- август 1980 — октябрь 1982 — генерал-майор, с мая 1981 генерал-лейтенант Серебряков, Валентин Григорьевич,
- сентябрь 1982 — декабрь 1984 — генерал-лейтенант Шарыгин, Владимир Александрович,
- декабрь 1984 — июнь 1987 — генерал-майор, с ноября 1985 генерал-лейтенант Зинченко, Олег Владимирович,
- июнь 1987 — август 1989 — генерал-майор, с апреля 1988 генерал-лейтенант Тарасов, Борис Васильевич.

### Начальники штаба
- май — декабрь 1918 — Тихменев, Юрий Михайлович (бывший генерал-майор),
- декабрь — август 1918 — Чернышев, Виктор Николаевич (бывший полковник, будущий генерал-лейтенант),
- август 1919 — июнь 1922 — Артемьев, Константин Петрович (бывший подполковник, будущий комдив),
- май 1935 — апрель 1938 — комдив  Соколовский, Василий Данилович,
- апрель 1938 — 1939 — полковник Марков, Аким Маркович (врид)[15]
- апрель 1939 — июнь 1941 — комбриг, с июня 1940 генерал-майор Захаров, Георгий Фёдорович,
- июнь — июль 1941 — интендант 1-го ранга Жучков Г. С. (врио),
- июль — ноябрь 1941 — полковник Жернаков, Илья Александрович (врио),
- ноябрь 1941 — апрель 1945 — полковник, с мая 1942 генерал-майор Малинин, Алексей Иванович,
- май — август 1945 — генерал-майор Панфилович, Михаил Игнатьевич,
- август 1945 — январь 1946 — генерал-лейтенант Дашевский, Яков Сергеевич,
- январь 1946 — июль 1950 — генерал-лейтенант Сквирский, Лев Соломонович,
- июль 1950 — октябрь 1956 — генерал-лейтенант Шевченко, Фёдор Иванович,
- октябрь 1956 — июль 1960 — генерал-майор, с мая 1960 генерал-лейтенант Пожарский, Александр Степанович,
- июль 1960 — апрель 1965 — генерал-майор, с мая 1961 генерал-лейтенант Никитинский, Иван Гаврилович,
- апрель 1965 — март 1967 — генерал-майор Чумаков, Александр Павлович,
- март 1967 — март 1969 — генерал-майор, с октября 1967 генерал-лейтенант Воливахин, Николай Андреевич,
- март 1969 — декабрь 1971 — генерал-майор, с мая 1971 генерал-лейтенант Самоходский, Пётр Яковлевич,
- декабрь 1971 — февраль 1974 — генерал-майор, с ноября 1973 генерал-лейтенант Гареев, Махмут Ахметович,
- февраль 1974 — май 1975 — генерал-майор, с апреля 1975 генерал-лейтенант Тягунов, Михаил Александрович,
- май 1975 — январь 1977 — генерал-майор, с октября 1976 генерал-лейтенант Безотосов, Алексей Ильич,
- январь 1977 — август 1983 — генерал-майор, с февраля 1978 генерал-лейтенант Кузнецов, Евгений Андреевич,
- август 1983 — июнь 1987 — генерал-майор, с февраля 1985 генерал-лейтенант Перфильев, Борис Сергеевич,
- июнь 1987 — июнь 1991 — генерал-майор Дворниченко Александр Григорьевич,
- июнь 1991 — июль 1992 — генерал-лейтенант Майоров, Леонид Сергеевич,
- июль 1992 — октябрь 1992 — генерал-лейтенант Шпак, Георгий Иванович,
- октябрь 1992 — июль 1996 — генерал-лейтенант Касперович, Григорий Павлович,
- март 1997 — январь 2000 — генерал-лейтенант Тихомиров, Вячеслав Валентинович,
- март 2000 — июль 2001 — генерал-лейтенант Ткачёв, Николай Фёдорович.

### Первые заместители командующего войсками
- ноябрь 1945—1948 — генерал-лейтенант Шевалдин, Трифон Иванович,
- 1950 — июнь 1953 — генерал-лейтенант Мамонов, Степан Кириллович,
- июнь 1953 — сентябрь 1960 — генерал-полковник Артемьев, Павел Артемьевич,
- сентябрь 1960 — октябрь 1965 — генерал-лейтенант танковых войск Егоровский, Александр Александрович,
- октябрь 1965 — сентябрь 1969 — генерал-лейтенант Марченко, Ефим Тимофеевич,
- сентябрь 1969 — май 1970 — генерал-лейтенант Сильченко, Николай Кузьмич,
- май 1970 — август 1973 — генерал-майор, с мая 1971 генерал-лейтенант Власов, Николай Николаевич,
- август 1973—1973 — генерал-майор, с мая 1974 генерал-лейтенант Лихошерст, Константин Юрьевич,
- январь 1979 — июль 1981 — генерал-лейтенант Мокрополов, Николай Михайлович,
- декабрь 1981—1984 — генерал-лейтенант Челомбеев, Иван Васильевич,
- 1992—1998 — генерал-лейтенант Исаев, Василий Иванович.

### Заместители командующего войсками
заместители командующего войсками по вооружению
заместитель командующего по тылу
заместитель командующего по гражданской обороне(ГО), (ЧС)
- 1978 — 198? — генерал-лейтенант Камков, Анатолий Григорьевич
- 1985 — 1987 — генерал-майор Янушкевич, Василий Антонович

заместитель командующего по боевой подготовке и ВУЗам
Южно-Уральский военный округ

### Командующие БТ и МВ
- Генерал-майор танковых войск Юдин, Павел Алексеевич (июль 1947 — сентябрь 1947 );